# Alstroemeria magna
Alstroemeria magna är en alströmeriaväxtart som beskrevs av Pierfelice Ravenna. Alstroemeria magna ingår i släktet alströmerior, och familjen alströmeriaväxter. Inga underarter finns listade i Catalogue of Life.